# László Krasznahorkai
László Krasznahorkai, född 5 januari 1954 i Gyula, är en ungersk författare. Hans verk kännetecknas av en dyster syn på världen men också av humor. Enligt Krasznahorkai blev han författare efter ett möte med en kringresande man som kastrerade griskultingar åt bönder. Krasznahorkai bestämde sig för att försöka fånga den känsla och den betydelse han upplevt av mannens kallsinne; resultatet blev debutromanen Satantango från 1985, som väckte sensation i Ungern när den gavs ut. Flera av Krasznahorkais verk har filmatiserats av den ungerske regissören Béla Tarr.

## Filmmanus
- 1987 – Kárhozat
- 1989 – Az utolsó hajó
- 1994 – Sátántangó
- 1995 – Utazás az Alföldön
- 2000 – Werckmeister harmóniák
- 2007 – A Londoni férfi
- 2011 – A torinói ló

## Priser och utmärkelser
- 2015 – Man Booker International Prize
- 2021 – Österrikiska statens pris för europeisk litteratur